# 八十年戦争

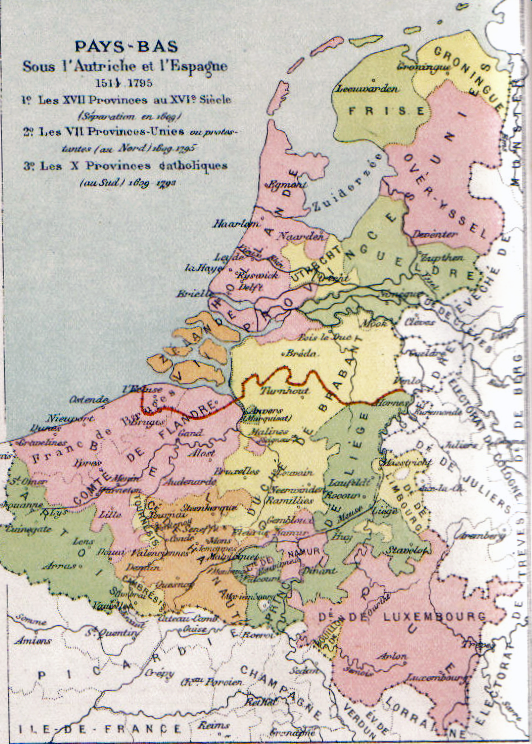
1581年のネーデルラントの地図。赤線から北がネーデルラント連邦共和国として独立した領域

八十年戦争（はちじゅうねんせんそう、蘭: Tachtigjarige Oorlog）は、1566年/1568年から1648年にかけて（1609年から1621年までの12年間の休戦を挟む）ネーデルラント諸州がスペインに対して起こした反乱である。これをきっかけに後のオランダが誕生したため、オランダ独立戦争と呼ばれることもある。この反乱の結果として、ネーデルラント17州の北部7州はネーデルラント連邦共和国として独立することになった。北部7州は、1581年にスペイン国王フェリペ2世の統治権を否認し、1648年のヴェストファーレン条約によって独立を承認された。

## 前史

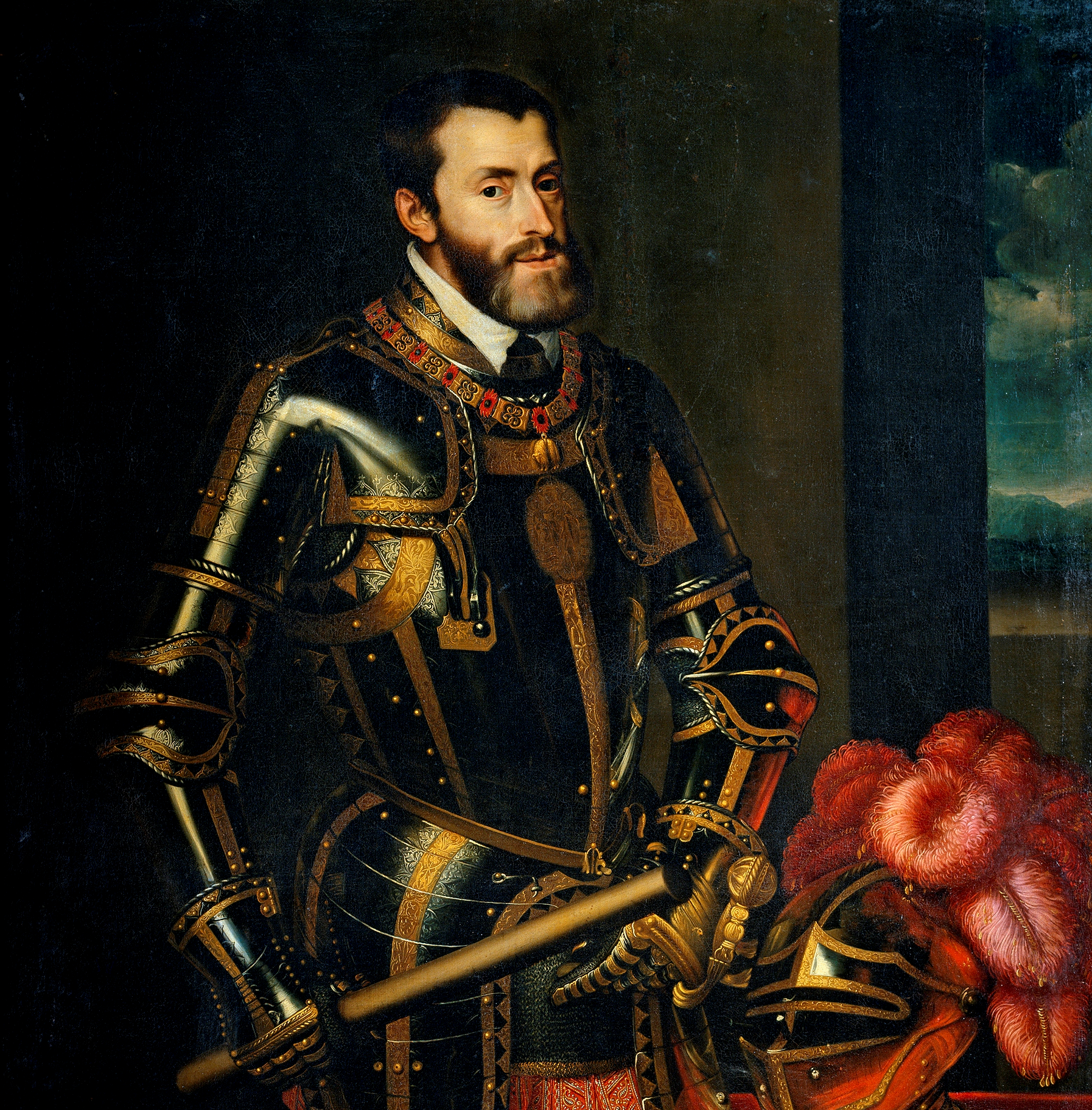
神聖ローマ皇帝カール5世

15世紀にネーデルラント（現在のベネルクス）はブルゴーニュ公国の一部となる（ブルゴーニュ領ネーデルラント）。この頃のネーデルラントは毛織物生産により経済的先進地となり、ヘント（ガン）、アントウェルペン（アントワープ）などの富裕な都市を生みだしている。しかし1477年にブルゴーニュのシャルル豪胆公が戦死すると、一人娘のマリー女公は後の神聖ローマ皇帝マクシミリアン1世と結婚し、ネーデルラント地域はハプスブルク家の所領となった。
神聖ローマ皇帝カール5世は、ネーデルラント17州すべての主権者として専制政治を行い、カール5世退位後ハプスブルク領がオーストリア系とスペイン系に分かれると、ネーデルラントはスペインの支配下に入った。
カール5世の統治時代、ネーデルラント17州は徐々に経済的自由を失っていった。さらに、17州にはプロテスタントが伝わり普及していったために、彼によって異端審問が行われるようになった。彼のこのような暴力と権力の乱用は、迫害されたプロテスタント教徒だけでなく、カトリック教徒との間にも“緊張状態”を生み出していった。

## 戦史

### 初期の対立（1555年-1572年）
カール5世の治世下では、その確固たる政策にもかかわらず、ネーデルラントの社会変革や宗教改革の影響を受けた。1556年、カール5世は息子のフェリペ2世にスペイン王位を譲位した。父と同じくカトリック教徒であったフェリペ2世は、彼の治世下でも広がりつつあったカルヴァン主義者(プロテスタント)対して、徹底した弾圧を行った。それに加えて増税や、中央集権の強化も行われた。これらの政策によって“緊張状態”が強まっていったことで、独立戦争に発展した。
ネーデルラントにおいて揺るぎない行政と王権への忠誠を確立するために、フェリペ2世は貴族の代表を、ネーデルラント17州の北部を統治する三部会に招聘した。また、フェリペ2世は、異母姉でフラマン語とフランス語を話すことができるパルマ公妃マルゲリータを総督に指名し、アントワーヌ・ド・グランヴェルをその補佐に任命した。しかし、1558年を境にして三部会は、フェリペ2世の要求を拒み始めるようになり、新たな課税を否決し、スペイン軍の撤退を求めるなどした。フェリペ2世に対する抗議はその後、グランヴェルの政策に対する抗議へと変わっていった。

### プロテスタントの反乱

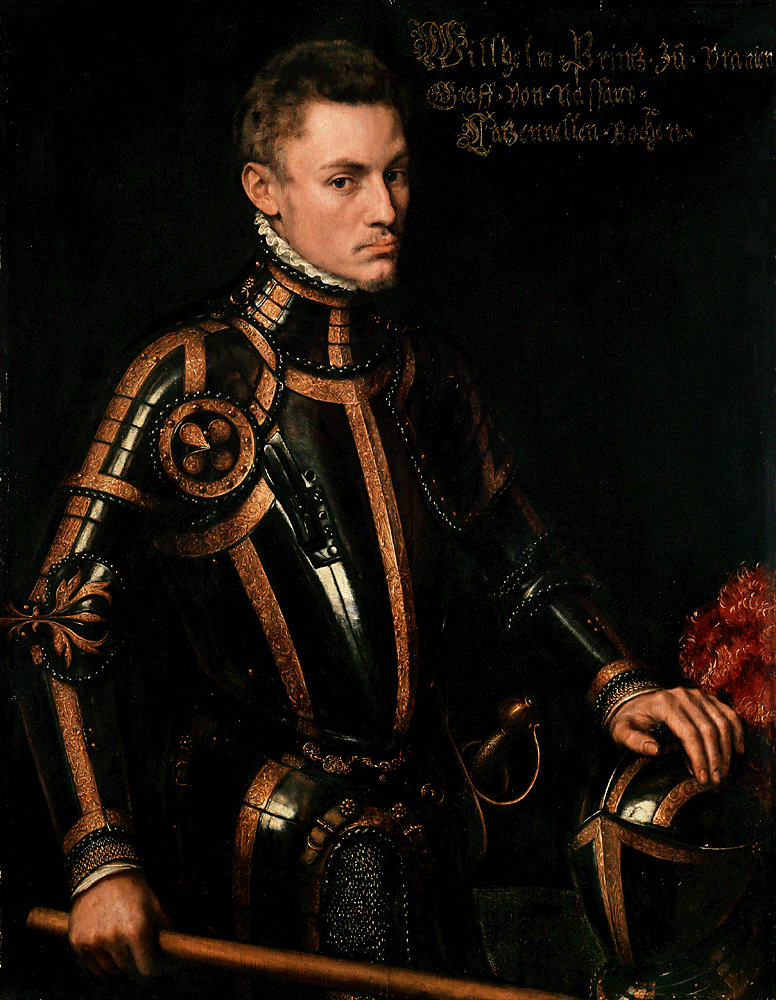
オラニエ公ウィレム1世

フェリペ2世は、フェルナンド・アルバレス・デ・トレドに異端審問を実施させ、プロテスタントを弾圧し、多数が死刑になった。このため1566年、ネーデルラント諸州の民衆はオランダ人の反乱（Duth Revolt）と呼ばれる反乱を起こした。このことから当地の有力貴族オラニエ公ウィレム1世（1533年 - 1584年）らは1568年、ハプスブルク朝スペインに対する反乱を起こすことになる。
なお、ハプスブルク朝スペインのオランダにおける影響拡大を問題視していたエリザベス朝やダドリー男爵らイギリスの政治的介入があって、オランダ人の反乱が拡大したという説がある。 

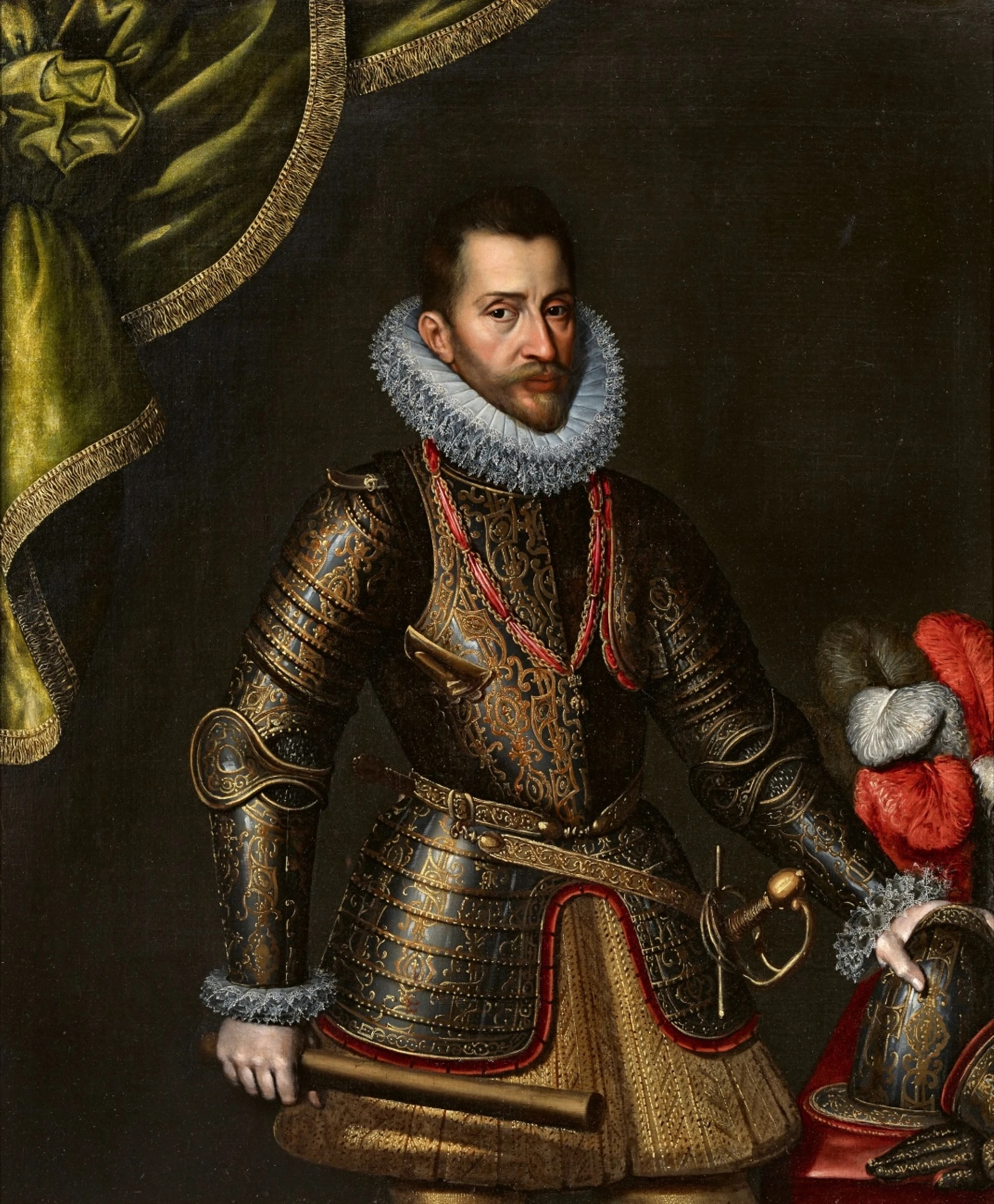
パルマ公アレッサンドロ・ファルネーゼ

ライデン包囲戦（1573年 - 1574年）を経て1576年11月4日にアントワープ略奪が起きたあと、11月8日にヘントの和約が締結されてカトリックとプロテスタントの融和が図られたが、1579年には北部7州でユトレヒト同盟が結ばれ、スペインとの対決姿勢を見せた。南部の州はカトリック派のパルマ公アレッサンドロ・ファルネーゼに制圧されていき、1585年にアントウェルペンが陥落した。南ネーデルラントはカトリックの勢力が強く、スペインの支配下に留まることになった（おおよそ現在のベルギー、ルクセンブルク）。一方、オラニエ公ウィレムもスペインによって暗殺されるが（1584年）、1581年、プロテスタント側はフェリペ2世の統治権を否認する布告統治権否認令を出した。

### 独立

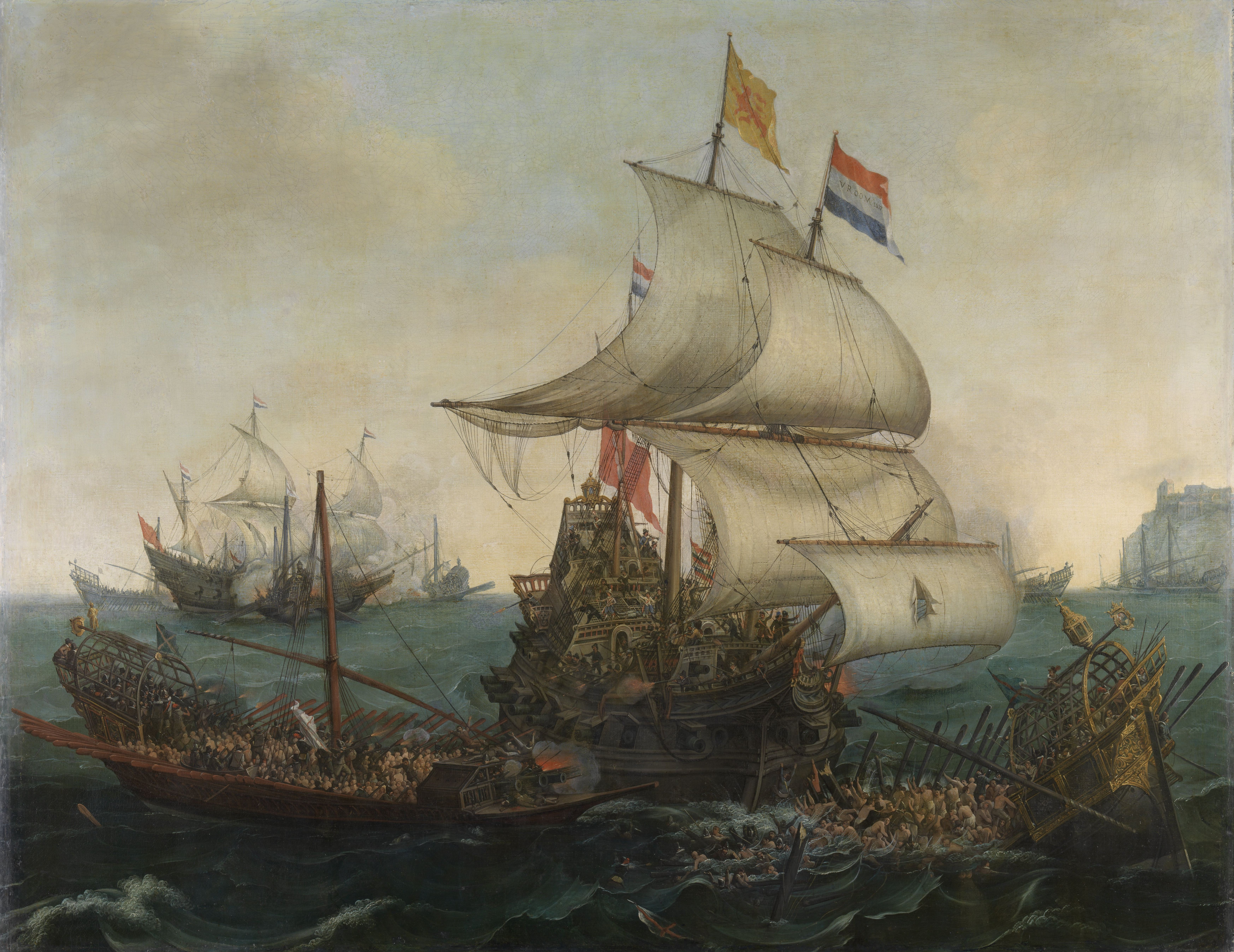
スペインのガレー船を攻撃するオランダ船

1600年頃までに北部7州はネーデルラント連邦共和国として実質的に独立を果たした。共和国が成立してもスペインとの戦争は終わらなかった。ネーデルラント連邦共和国は1602年、連合東インド会社（オランダ東インド会社）を設立してアジアに進出し、ポルトガル（1580年からスペインと同君連合）とのオランダ・ポルトガル戦争（1602年 - 1663年）で香辛料貿易を奪取して、世界の海に覇を唱えた。このため貿易の富がアムステルダムに流入して、17世紀の共和国は黄金時代を迎えることとなる。1609年にはスペインとの12年停戦協定が結ばれた。ここから17世紀の終わりまではオランダ黄金時代と呼ばれる。
オランダの工業力はイギリスと熾烈な競争を展開した。完全な加工貿易国として、原料が自給できない欠点を補って余りあるオールマイティーな技術力をもっていた。船舶・風車が特に有名であるが、ユグノー資本を集中投下したマニュファクチュアはおよびもつかない水準であった。それは農工一体の染色業だった。オランダの土壌は耕作に不向きであったので、麻・ホップ・果実などが栽培された。園芸作物としてチューリップが育てられ、後にチューリップ・バブルを引き起こすまでにもてはやされた。他にも鮮やかな色のついた夥しい作物が育てられた。16-17世紀、オランダの染料は国際市場で無敵だった。1614年、イギリスのジェームズ1世は産業保護のため白布輸出を禁じたが、オランダはイギリス等で染色された布をボイコットした。ジェームズ1世は未染色の羊毛まで輸出を禁じたが、3年以上も輸出額が2/3となってしまい、1617年に解禁せざるをえなくなった。オランダの毛織物染色技術は47％の付加価値でなおこれだけの競争力を維持したのである。近代のIGファルベンにつながる染色業のルーツであった。
ドルト会議（1618年 - 1619年）でレモンストラント派の意見が斥けられた。

### 三十年戦争

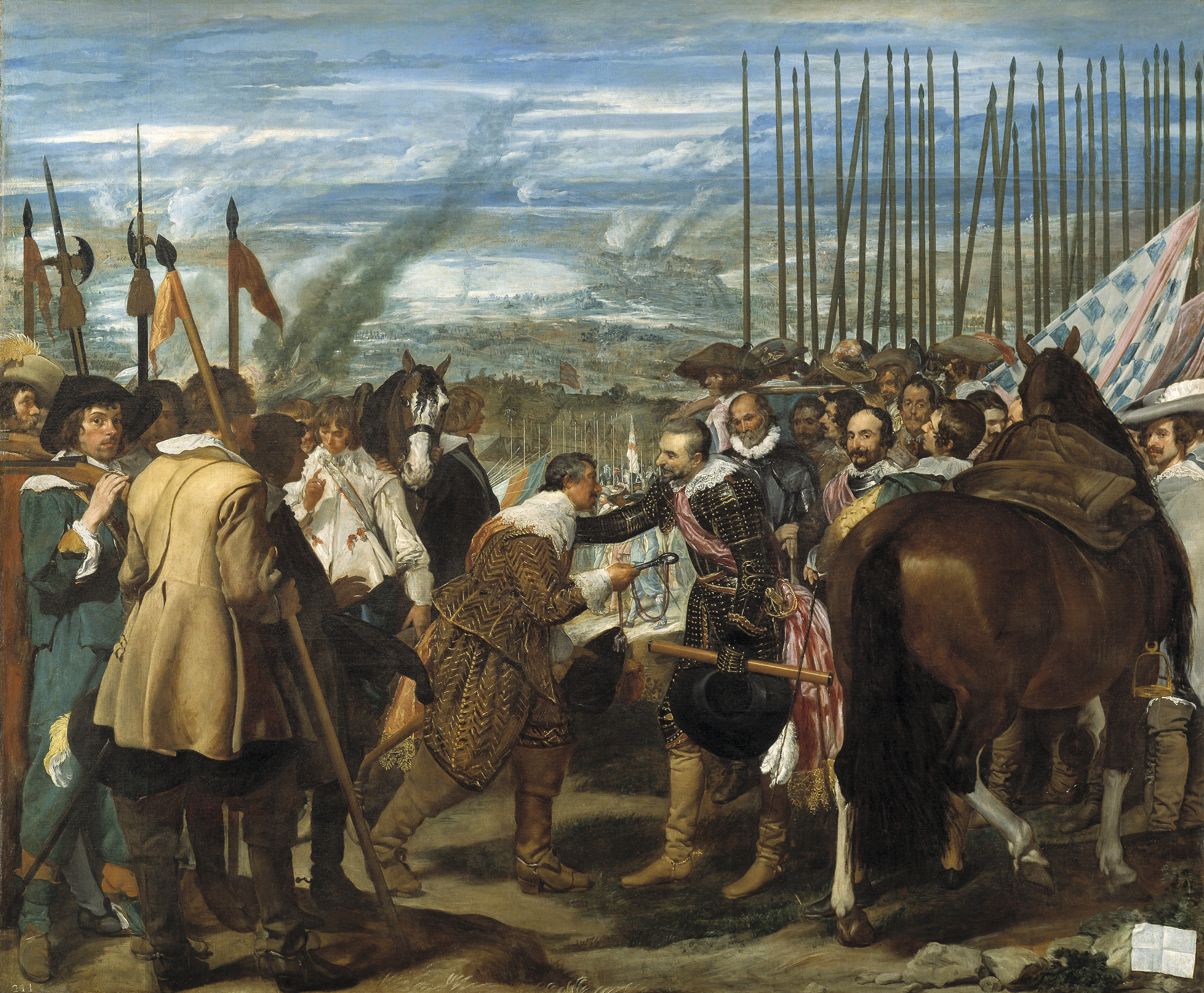
ディエゴ・ベラスケス作「ブレダの開城」

1621年に停戦が終わると、独立戦争はヨーロッパ全体を巻き込んだ三十年戦争（1618年 - 1648年）にもつれ込んだ。三十年戦争でブレダはスペイン軍に2度にわたり蹂躙された。
1624年 - 1625年、ロス・バルバセス候アンブロジオ・スピノラ率いるスペイン軍が侵攻し、オラニエ公マウリッツ率いるオランダ軍が守るブレダを包囲した（第三次ブレダの戦い）。有名なディエゴ・ベラスケスの名画『ブレダの開城』には、攻城戦を指揮したアンブロジオ・スピノラにブレダ守備隊の司令官であったユスティヌス・ファン・ナッサウ（オラニエ公ウィレム1世の庶子）が城門の鍵を渡してスペインに降伏する場面が描かれている。
1637年、オラニエ公フレデリック・ヘンドリックによる第四次ブレダの戦いによってブレダは解放された。マールテン・トロンプ率いるオランダ海軍は、1639年2月にダンケルクの海戦（英: Action of 18 February 1639）でスペイン艦隊を破り、同年10月のダウンズの海戦で上陸軍を含むスペイン・ポルトガルの大艦隊を撃破した。
1648年、三十年戦争を終結させたヴェストファーレン条約で、ブレダは正式にネーデルラント連邦共和国に加わった。ヴェストファーレン条約の一部であるミュンスター条約でスペインはネーデルラント連邦共和国の独立を正式に承認し、ようやく80年にわたる戦争が終結した。